# Coleção de tucanos do Museu Nacional
A Coleção de tucanos do Museu Nacional é uma das coleções em exposição no Museu Nacional, situado na cidade do Rio de Janeiro (Brasil), formado por espécimes empalhados doadas por José Bonifácio, em nome do imperador para fins científicos e educacionais, durante a então gestão provisória de João de Deus e Mattos, faz parte da coleção de aves, com quase 200 anos de idade, representando a biodiversidade e a plumagem das aves brasileiras.
Em 1822, foi produzido para D.Pedro I um manto imperial, adornado com penas de tucanos, com bico preto e papo bem amarelo, da coleção do museu (selecionadas por José Bonifácio) através das mãos de Francisco Xavier Cardoso Caldeira (o naturalista amador Xavier dos Passaros) encarregado de zelar o museu.

## Galeria
- História das aves do paraíso.

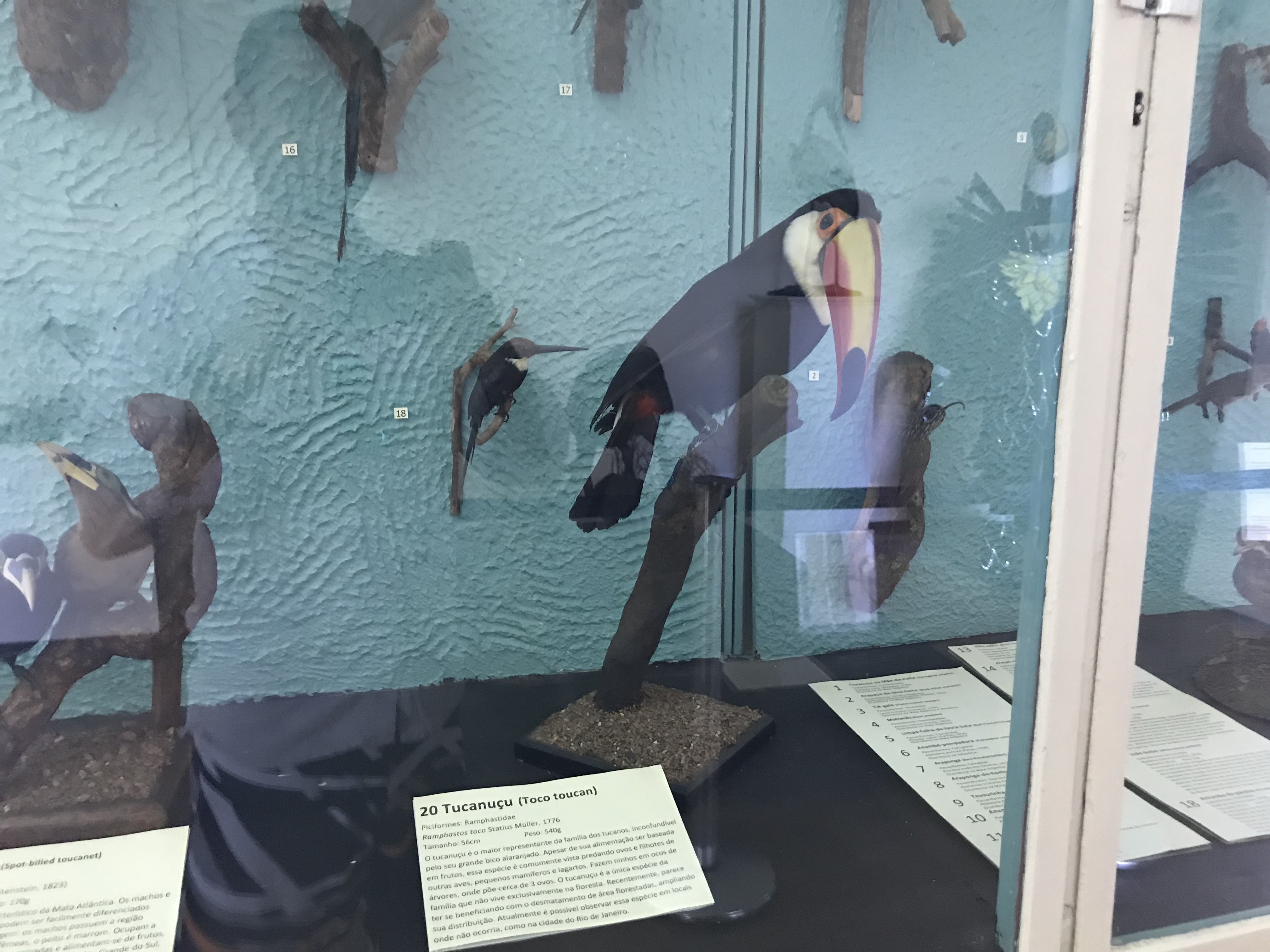
Tucano empalhado em exposição.
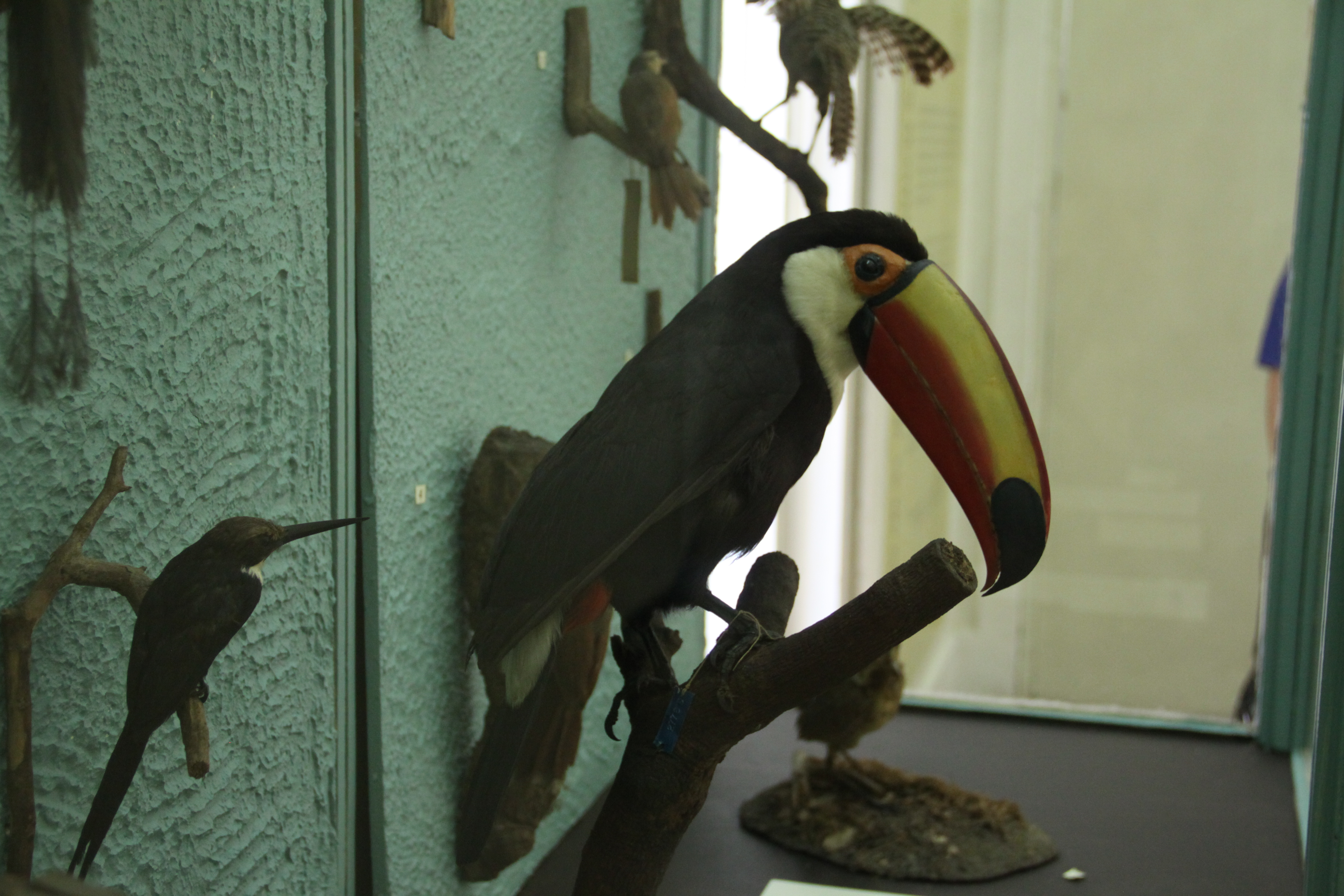
Tucano empalhado.
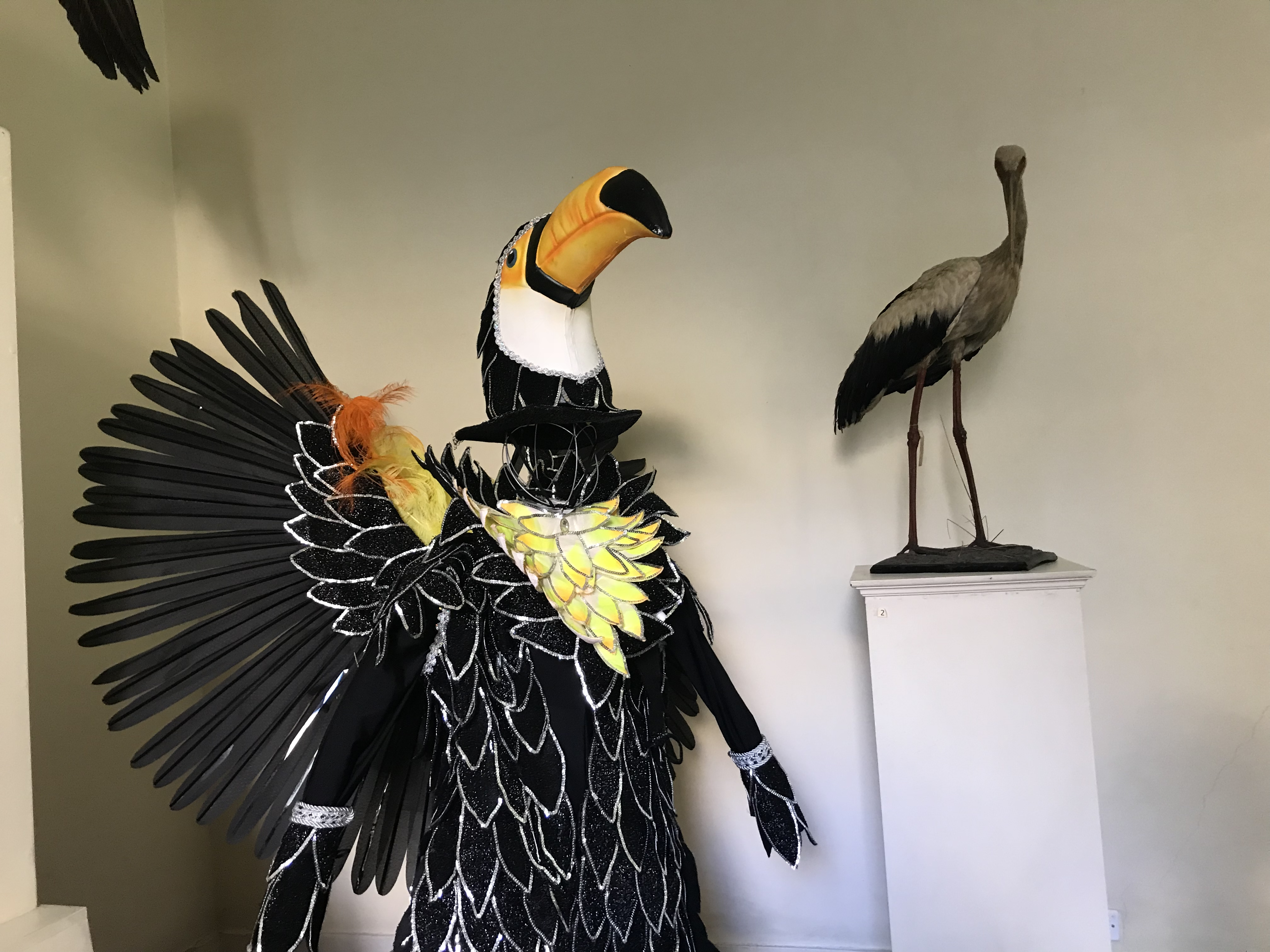
Plumagem de tucano.
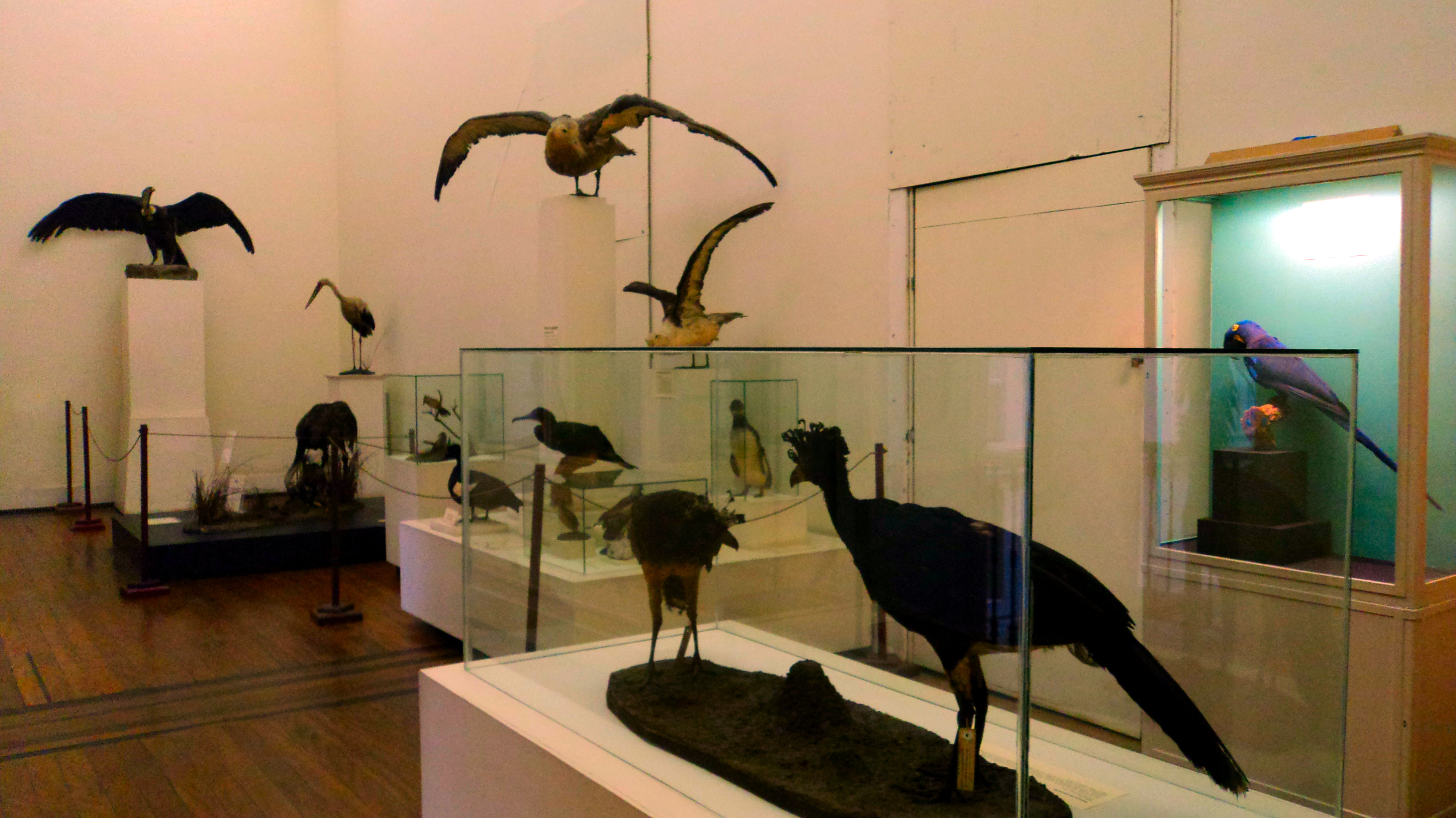
Exposição da coleção de aves.
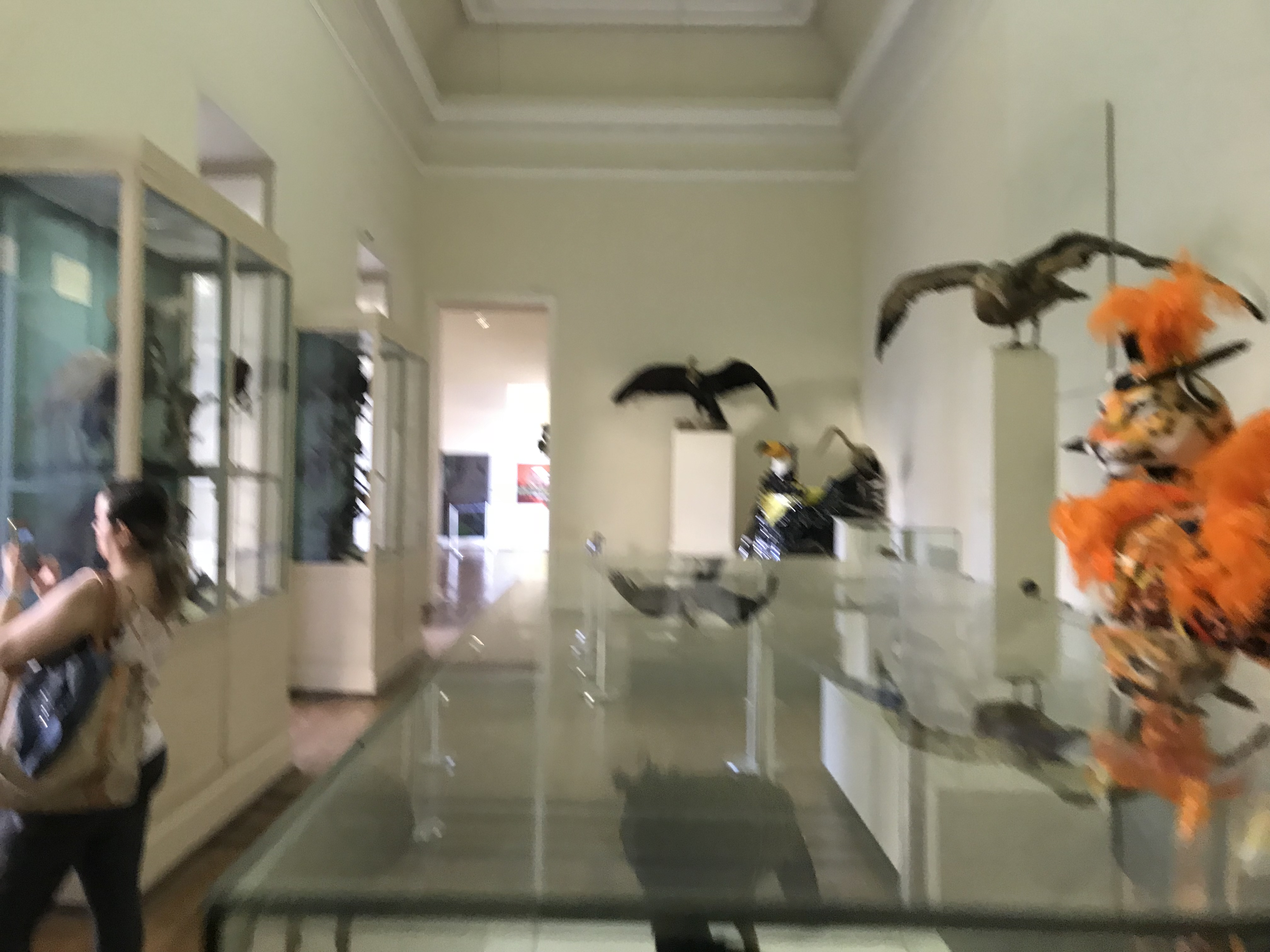
Coleção de aves.